# Bernardo Arévalo
César Bernardo Arévalo, né le 7 octobre 1958 à Montevideo, est un homme d'État, diplomate, sociologue et écrivain guatémaltèque, fils de Juan José Arévalo. Il est président de la république du Guatemala depuis le 15 janvier 2024.

## Biographie

### Origines et vie privée
Bernardo Arévalo est le fils de Juan José Arévalo, premier président de la république du Guatemala élu démocratiquement, en fonction de 1945 à 1951, et de sa seconde épouse, Margarita de León. Ses parents sont contraints à l’exil après le coup d’État organisé par la CIA en 1954. Pour cette raison, Bernardo Arevalo est né à Montevideo, en Uruguay. Il a un fils, Timoteo Arévalo Ives.
Il s'est marié trois fois : avec Teresa Lapín de 1983 à 1992, avec Eva Rivara Figueroa de 1993 à 2009, et avec Lucrecia Peinado depuis 2011. Il est père de trois filles et a trois beaux-enfants.

### Diplomate
Il est vice-ministre des Affaires étrangères de 1994 à 1995 et ambassadeur du Guatemala en Espagne de 1995 à 1996.

### Député au Congrès
À partir de 2020, il est député au Congrès de la république du Guatemala.

### Élection présidentielle de 2023
Candidat à l'élection présidentielle de 2023 pour le Mouvement Semilla, Bernardo Arévalo accède au second tour avec l'ancienne Première dame Sandra Torres (UNE). Sa qualification, alors qu'il était jusqu'alors très bas dans les sondages, est perçue comme une surprise et comme un vote de rejet de la classe politique,.
Sa naissance en Uruguay, et non au Guatemala, lui vaut de nombreuses attaques lors de la campagne.
Dans les jours qui suivent, neuf partis généralement classés à droite, dont celui de Torres et celui du président sortant, Vamos, réclament un nouveau scrutin sur la base d'allégations d'irrégularités en faveur de Bernardo Arévalo. La Cour constitutionnelle ordonne alors au Tribunal suprême électoral de suspendre l'officialisation des résultats jusqu'à leur vérification. Cette décision est notamment dénoncée par la Mission d'observation électorale au Guatemala, les États-Unis, l'Union européenne, l'Organisation des Nations unies et l'Organisation des États américains,,,. Après deux semaines d'incertitude, la Cour suprême de justice rejette la demande des partis de candidats perdants.
Faisant fi d'une loi empêchant la suspension d'un parti durant le processus électoral, un tribunal pénal suspend ensuite la personnalité juridique de Semilla en invoquant des irrégularités dans la collecte de parrainages en mai 2022. Face à la possible absence d'Arévalo au second tour, les partis d'opposition et des organisations de défense des droits de l'homme dénoncent un régime corrompu, dont le système de cooptation des candidats par l'oligarchie aurait été mis à mal par la candidature d'Arévalo. À ces critiques s'ajoutent rapidement celles de l’Église catholique, des universités et des communautés autochtones. L'adversaire d'Arévalo, Sandra Torres, se joint elle-même aux critiques. Finalement, la Cour constitutionnelle permet la tenue du second tour,.
Le 20 août 2023, Bernardo Arevalo est élu président avec 60,9 % des suffrages exprimés. Il prendra ses fonctions le 14 janvier 2024, avec Karin Herrera comme vice-présidente. Son parti, Semilla, ne détient que 23 des 160 sièges au Parlement, ce qui nécessitera des négociations avec les partis traditionnels pour faire adopter des réformes. Alors qu'il ne peut par ailleurs s'appuyer sur un large mouvement social, plusieurs observateurs s'attendent à ce que sa présidence ne conduise qu'à des changements modérés.
Sa victoire, selon un quotidien guatémaltèque cité par Courrier international, fait « vaciller l’establishment hégémonique des réseaux politico-criminels » dans un pays considéré comme l’un des plus corrompus d’Amérique latine et gouverné durant des décennies par des conservateurs liés à de richissimes élites économiques.
Il est visé par deux projets d'assassinat, ce qu'ont confirmé plusieurs sources officielles. L’un d’eux, surnommé « plan Colosio », aurait été commandité par des agents de l’État qui ambitionnaient de l’éliminer avant le second tour. L'autre le visait ainsi que sa vice-présidente élue Karin Herrera : ils devaient être assassinés par les membres d’un gang criminel. La Commission interaméricaine des droits de l’homme a exigé du gouvernement guatémaltèque d’assurer la protection du duo élu. Dans ce contexte, Arévalo s’est abstenu d’apparaître en public et a annulé les célébrations prévues à la suite de son élection.
Il annonce à la mi-septembre son retrait du processus de transition pour protester contre la saisie d'urnes par des agents du ministère public. Ce dernier, qui a multiplié les tentatives d'entraves au processus électoral, prétend enquêter sur de possibles fraudes. « Il n’y a pas de transition possible lorsque nous devons passer dix-huit heures par jour à nous défendre des embuscades que nous tend l'appareil d'État. Lorsque les conditions seront réunies et qu’il y aura un message politique et judiciaire fort, nous reprendrons le dialogue » déclare Juan Guerrero, directeur juridique dans l'équipe de transition de Bernardo Arévalo, qui va jusqu'à dénoncer un « coup d'État en cours ».

### Président de la République

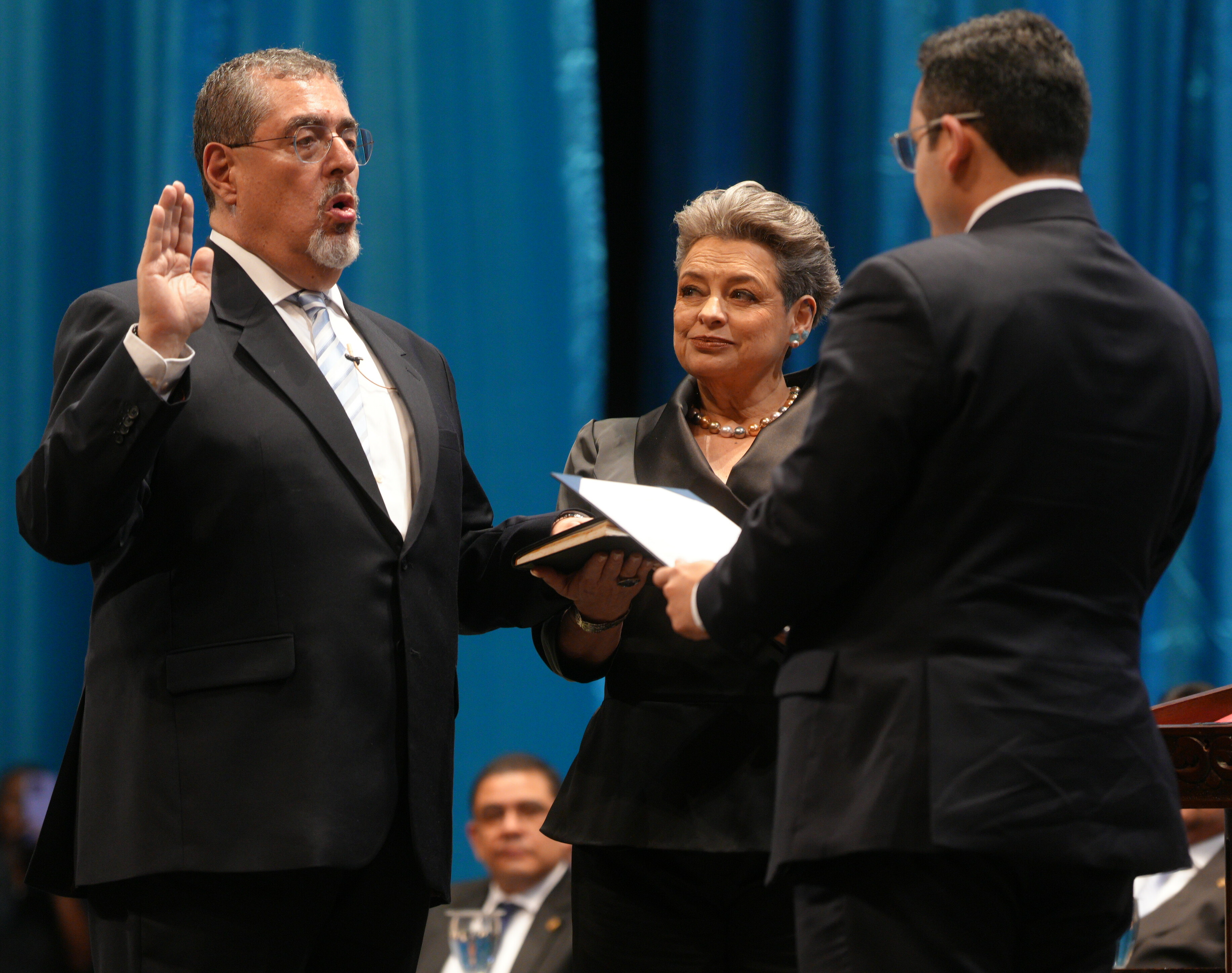
Prestation de serment de Bernardo Arévalo le 15 janvier 2024.

Le 14 janvier 2024, le nouveau Congrès, issu des élections législatives du 25 juin 2023, doit tenir sa propre séance d'installation, mais une partie des députés sortants retardent intentionnellement celle-ci et par ricochet l'investiture du nouveau président qui devait commencer à 15 h. Ces évènements ont pour effet de provoquer des manifestations de ses partisans aux abords du siège du Congrès à Guatemala. Enfin, après une journée mouvementée, la séance d'investiture peut commencer peu avant minuit puis Bernardo Arévalo et Karin Herrera prêtent serment respectivement comme président et vice-présidente du Guatemala devant Samuel Pérez Álvarez, président du Congrès, dans le théâtre national Miguel Ángel Asturias le 15 janvier peu après minuit,.
La première année de son mandat est marquée par la poursuite des entraves controversées du ministère public à son encontre. La Procureur générale du pays, María Consuelo Porras,  est notamment considérée en 2024, par les États-Unis et l'UE comme un acteur corrompu et anti-démocratique'.

## Prises de position
Bernardo Arévalo se définit comme social-démocrate. Il est opposé au mariage homosexuel et à l'avortement. S'il est habituellement classé au centre gauche de l'échiquier politique, le magazine Marianne le décrit comme « un libéral modéré de centre droit attaché à réhabiliter l'état de droit ». Il promet en particulier de lutter contre la corruption endémique au Guatemala.